# Rush (Bel Canto)
Rush è il quinto album in studio del gruppo musicale norvegese Bel Canto, pubblicato nel 1998.

## Tracce
1. Images – 3:36
2. All I Want To Do – 4:52
3. Spacejunk – 3:57
4. Verena – 3:11
5. Idly I De-Ice – 4:54
6. Nornagest – 0:43
7. Rush – 4:32
8. 99% Of Me – 3:01
9. The Dinosaur-Slipper Man – 3:26
10. Hearts Unite – 4:38
11. Sun – 5:45
12. Here, In Shadow – 2:41
13. Heaven – 5:40

## Formazione
- Anneli Drecker - voce, percussioni
- Nils Johansen - chitarra, violino, tastiere, basso, percussioni, sintetizzatore, programmazioni
- Kirsti Nyutstumo - basso
- Ulf W.Ø. Holand - voce
- Julian Briottet - voce
- Torbjørn Brundtland - tastiere, percussioni, sampler
- Andreas Eriksen - batteria, percussioni
- Morten Lund - percussioni